# Dark Void (singolo)
Dark Void è un singolo del gruppo musicale britannico Asking Alexandria, pubblicato il 12 maggio 2023 come primo estratto dall'ottavo album in studio Where Do We Go from Here?.

## Descrizione
Il brano rappresenta un ritorno verso le sonorità pesanti che hanno caratterizzato soprattutto i primi anni di carriera del gruppo, con un breakdown tipicamente metalcore, pur mantenendo una struttura e un ritornello arena rock orecchiabile in linea con il loro materiale delle più recenti pubblicazioni. Anche il testo risulta più oscuro, con il chitarrista Ben Bruce che ha sottolineato come esso rispecchi la lotta contro l'ansia, la depressione e la solitudine:

## Video musicale
In concomitanza con il lancio del singolo, gli Asking Alexandria hanno reso disponibile un video diretto da Wombat Fire e che li mostra eseguire il brano in una stanza oscura, con alcune scene in cui i singoli componenti vengono mostrati con un volto a metà tra umano e mostruoso.

## Tracce
Testi e musiche di Danny Worsnop, Benjamin Bruce, James Cassells, Matt Good e Paul Alexander Bartolome.
Dowload digitale
1. Dark Void – 3:52

Dowload digitale – EP
1. Dark Void – 3:52
2. Nothing Left – 4:27
3. Dark Void (Radio Edit) – 3:33
4. Dark Void (Sullivan King Remix) – 3:09
5. Dark Void (Stripped) – 2:57

## Formazione
Hanno partecipato alle registrazioni, secondo le note di copertina di Where Do We Go from Here?:
Gruppo
- Sam Bettley – basso
- Ben Bruce – chitarra
- James Cassells – batteria
- Cameron Liddell – chitarra
- Danny Worsnop – voce

Produzione
- Matt Good – produzione, missaggio
- Howie Weinberg – mastering
- Will Borza – mastering

## Classifiche
| Classifica (2023)       | Posizione massima |
| ----------------------- | ----------------- |
| Stati Uniti (hard rock) | 15                |